# Crucifix de Santa Croce (Donatello)
Ne doit pas être confondu avec Crucifix de Santa Croce (Cimabue).
Le Crucifix de Santa Croce est un crucifix sculpté polychrome réalisé par Donatello vers 1406-1408 : il est visible dans la chapelle Bardi di Vernio au bout du transept gauche de la basilique Santa Croce de Florence.

## Images

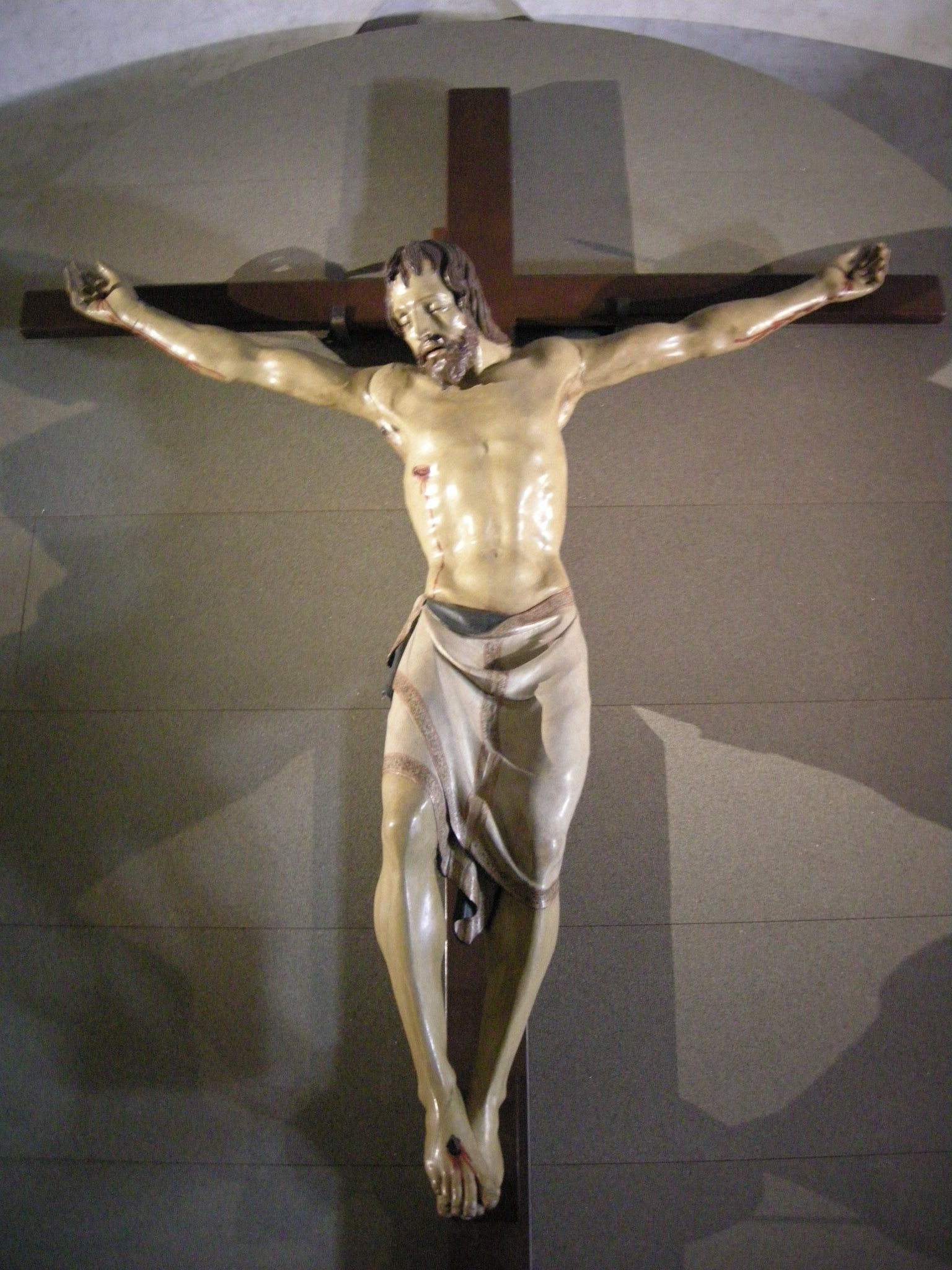
Détail
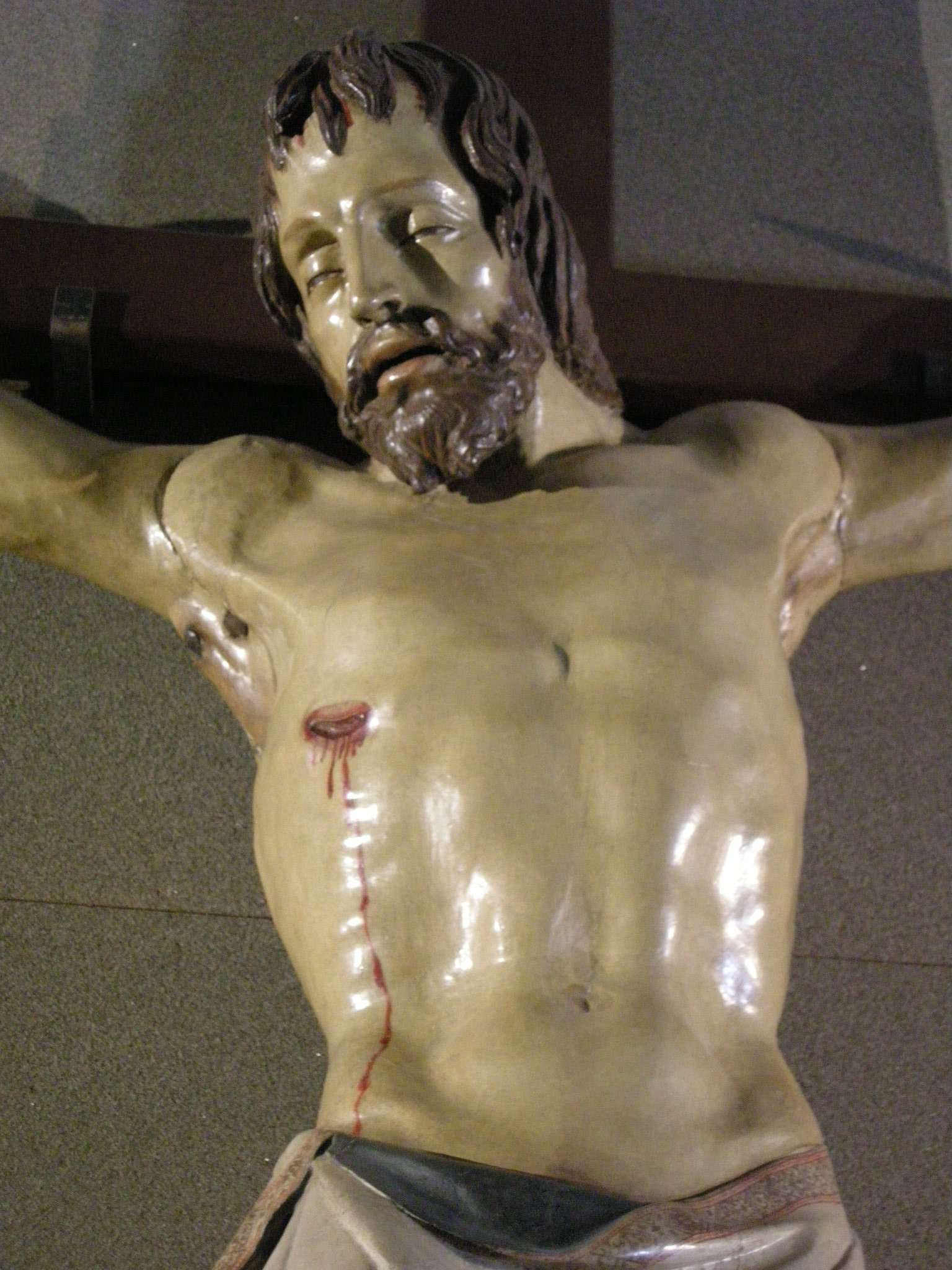
Détail